# Das Jahr der stillen Sonne
Das Jahr der stillen Sonne (Original: The Year of the Quiet Sun) ist ein Science-Fiction-Roman des amerikanischen Schriftstellers Wilson Tucker aus dem Jahr 1970. Er befasst sich mit der Verwendung von Zeitreisen zur Ermittlung künftiger sozialer und politischer Ereignisse.

## Handlung
Die Geschichte beginnt am 7. Juni 1978. Der Demograf und Bibelwissenschaftler Brian Chaney macht Urlaub in Florida, nachdem er zwei Qumran-Schriftrollen ins Englische übersetzt und veröffentlicht hat. Eine junge Frau, Kathryn van Hise, kommt auf ihn zu, stellt sich als Leiterin einer Forschungsabteilung im Amt für Normung vor und bietet ihm eine Position als Futurologe in einem neuen, streng geheimen Programm an. Chaney zeigt kein Interesse und weigert sich; jedoch hat das Amt seinen bisherigen Arbeitsvertrag übernommen, er muss also akzeptieren. Er soll die Zukunft mit einem Zeitverschiebungsfahrzeug (ZVF) in der Praxis untersuchen und bekommt die Adresse eines Laboratoriums ausgehändigt.
Am 12. Juni trifft Chaney in der Nationalen Forschungsstation südlich von Joliet, Illinois, ein. Mit ihm nehmen zwei andere Männer an diesem Projekt teil: Korvettenkapitän Arthur Saltus, Offizier der US-Marine, und Major William Moresby, Offizier der US-Luftwaffe. Bisher wurde die Zeitmaschine nur mit Mäusen und Affen getestet. Die drei Männer werden in das Labor und den Vorratsraum geführt, in dem Kleidung, Werkzeuge, Kameras, Tonbandgeräte, Waffen, Lebensmittel und vieles andere gelagert ist. Ihre Aufgabe ist es, in der Zukunft zu filmen und ihre Beobachtungen auf Band zu sprechen. Im Augenblick herrscht Krieg in Südostasien; eine Stadt südlich von Saigon wurde von einer chinesischen Atomrakete zerstört, worauf die USA zwei Eisenbahnknotenpunkte in China mit Wasserstoffbomben ausgelöscht haben.
Chaney unterhält sich mit Saltus über die erste Schriftrolle, die ein Original der Offenbarung des Johannes und hundert Jahre älter als diese ist; Chaney bezeichnet die Schrift als Midrasch, religiöse Fiktion. Der Projektleiter Gilbert Seabrooke hat als nächsten Lernstoff die zweite Schriftrolle bestimmt. Es ist eine Prophezeiung, nämlich die Geschichte eines Mannes, der zwei Männer war, und Drachen vom Himmel vertrieben hat. Sie beschreibt die letzten Tage der Welt und gibt Hinweise auf ein blendendhelles Licht, ein sich abkühlendes Klima, weltweite Kriege und Seuchen, Kämpfe um Nahrung, Handelsstillstand und Interregnum. Für Brian ist auch das nur Midrasch und hat nichts mit ihrer Mission zu tun; Seabrooke ist jedoch davon überzeugt.
An diesem Nachmittag treffen sich alle am Swimmingpool und erfahren, dass das ZVF betriebsklar ist. Chaney und Saltus sind inzwischen beide in Kathryn verliebt, doch Brian gelingt es nicht, den Konkurrenten auszustechen. Arthur flirtet intensiv mit der jungen Frau, ohne dass Brian den Mut hat, dasselbe zu tun.
Das ZVF ist ein Aluminiumzylinder und schwimmt in einem Betonbecken mit Polywasser. Die zuständigen Ingenieure sorgen für die Hinreise, während die Zeitreisenden selbst die Rückreise antreten können, indem sie eine Querstange mit den Füßen nach vorne drücken. Das Gerät wird von einem eigenen Atomreaktor betrieben, der mindestens 500 Jahre Energie liefern soll; das Labor ist erdbebensicher gebaut. Jeder der drei macht nacheinander eine kurze Zeitreise zur Übung. Wichtig ist, nicht länger als 50 Stunden im Zielgebiet zu bleiben, und streng verboten ist es, nach den Bewohnern der Station zu suchen. Brian muss schießen lernen und üben, mit einer Holograf-Kamera zu fotografieren. Die Entscheidung von Präsident Meeks lautet, zwei Jahre in die Zukunft zum 6. November 1980 nach Joliet zu reisen, denn er möchte wissen, ob er wiedergewählt wird.
Moresby, Saltus und Chaney starten mit jeweils einer halben Stunde Abstand. Als erster kommt Brian um 7.55 Uhr an, die Uhr hätte aber 10.03 Uhr anzeigen müssen, eine unerwartete Abweichung. Das Gelände muss unbewaffnet verlassen werden, da ein neues Bundesgesetz Waffenbesitz verbietet außer für Polizei und Militär. Auf dem Parkplatz stehen drei Autos. Brian verlässt die Station in einem der Fahrzeuge, muss seinen Ausweis vorzeigen und wird auf die Ausgangssperre in Joliet ab 18 Uhr aufmerksam gemacht. Wegen anhaltender Rassenunruhen zwischen Weißen und Schwarzen wurde in Chicago eine Mauer quer durch die Stadt errichtet. In Joliet besucht er die Stadtbibliothek; viele Streifenwagen der Polizei stehen vor und in der Stadt. Er sieht die Kongresssitzungsberichte und das Jahrbuch des Handelsministeriums durch und notiert Wichtiges in sein Notizbuch. Der Mauerbau, erfährt er, begann am 29. Juli 1980 aufgrund von Straßenkämpfen; es ist eine 20 Kilometer lange Barriere und teilt die Stadt in Zonen für Weiße und Schwarze ein. Präsident Meeks wurde wiedergewählt. Chaney wird von vielen misstrauisch oder feindselig angestarrt. Er fährt zur Station zurück und trifft Saltus im Schutzraum, der Zeitungen fotografiert: China hat Formosa überfallen und besetzt; Kanada befürwortet die Invasion und will chinesisches Gold gegen kanadischen Weizen tauschen. Arthur erzählt ihm im Vertrauen, dass er im Eheregister seine Eheschließung mit Kathryn gefunden hat. Ganz Amerika steht unter Kriegsrecht. Die Vereinigten Stabschefs hatten einen Staatsstreich versucht, der jedoch vereitelt wurde. Chaney erkennt, dass dies möglich war, weil die Zeitreisenden die Regierung informierten und Meeks sich vorbereiten konnte.
An diesem Abend gibt es eine Siegesparty. Präsident Meeks bedankt sich bei allen Beteiligten. Arthur und Kathryn tanzen, Chaney hält sich fern.
Am kommenden Tag erfahren sie, dass die nächsten Ziele jeweils ein Jahr auseinanderliegen. William wählt den 4. Juli 1999, Arthur seinen 50. Geburtstag am 23. November 2000. Brian ist der Zeitpunkt egal. Kathryn versichert, sie werde im Besprechungsraum auf die drei Zeitreisenden warten.
Moresby reist als erster und merkt, dass die Leiter zum ZVF fehlt; überall liegt eine dünne Staubschicht. Die Uhr zeigt sechs Stunden Unterschied zur Startzeit. Wasser aus einer Büchse schmeckt abgestanden und wurde offensichtlich dieses Jahr nicht ersetzt. Neu sind drei gelbe Kartons mit kugelsicheren Westen. Im Funkgerät auf einem Militärkanal hört Moresby Gewehrfeuer und Anzeichen für einen Angriff auf die Station. Er erfährt, dass die Angreifer zwei Granatwerfer besitzen und dass der Michigansee radioaktiv ist. "Jets" haben eine Atomrakete auf Chicago gelenkt, die aber in den See gestürzt ist. Als Startrampe wurde Tienpei in China geortet. Augenscheinlich haben die "Jets" sie angefordert. Moresby bewaffnet sich und geht hinaus. Er hört Schüsse und findet einige Leichen, die alle ein gelbes Band am linken Oberarm haben: "Jets". Es sind offensichtlich schwarze Guerillas. Ein Jet mit einem Granatwerfer steht hinter Baumstümpfen; Moresby schießt auf ihn, wird jedoch selbst tödlich getroffen.
Am 23. November 2000 kommt Arthur Saltus an. Einige Leuchtstoffröhren sind durchgebrannt, eine dicke Staubschicht hat sich angesammelt. Die Lagerbestände sind teilweise geplündert, es fehlen Lebensmittel, Kleidungsstücke und Schuhe. Saltus zieht die kugelsichere Weste an und spielt das Tonband von Moresby ab. Dabei merkt er, dass die Chinesen nun endlich Rache für ihre beiden zerstörten Städte genommen haben. Moresby ist offensichtlich nicht mehr zur Station zurückgekommen. Saltus spricht aufs Tonband seine Beobachtungen. Er legt es ins ZVF und gibt wütend der Tür zum Labor einen Tritt – diese geht auf, aber niemand ist da. Auf dem Parkplatz steht ein Elektroauto.
Damit fährt er zum Gelände; das Wohngebäude ist niedergebrannt, im Swimmingpool liegen einige tote Körper. Der Zaun hat große Löcher. Er entdeckt das Wrack eines Lastwagens und einen demolierten Granatwerfer. Arthur ist überzeugt, dass William hier umkam, auch wenn er keine Spur mehr von ihm finden kann. Er fährt zum Wachgebäude, aus dem ein Schwarzer hinter dem Auto herschießt und ihn trifft. Saltus schießt zurück, ein zweiter Jet schlägt ihn ins Kreuz. Mit letzter Kraft kann Arthus diesen im Zweikampf töten, wird jedoch ohnmächtig. Als er aufwacht, liegt er unter der Leiche, befreit sich mühsam und fährt zum Laborgebäude zurück. Durch die Kugel im Rücken leidet er unter Bewusstseinsstörungen und kriecht langsam zum ZVF. Er bildet sich ein, dass jemand ihm in das Fahrzeug hilft. Nach einigen Versuchen wirft er das Tonbandgerät nach der Querstange und kann zurückkommen.
An irgendeinem Tag nach 2000 kommt Brian Chaney in völliger Dunkelheit an; es ist eisig kalt. Schließlich kann er im Lagerraum eine Laterne entzünden. Er sieht, dass die Vorräte weiter geschrumpft sind, viele leere Kartons stehen herum. Achteinhalb Jahre nach Arthurs Ankunft war der Atomreaktor zerstört worden, der Kalender zeigt das Datum an: 4. März 2009. Brian zieht die kugelsichere Weste an und nimmt ein Gewehr und Patronen mit. Sein Auftrag lautet, sich nur in der Station umzusehen. Draußen ist es kühl, die Sonne scheint, am Himmel ist kein Flugzeug zu sehen. Auf dem Parkplatz steht ein primitiv gebauter zweirädriger Karren. Ein Lehmhügel entpuppt sich als Zisterne mit hölzernem Deckel, daneben Eimer und Seil – es ist die Kopie einer nabatäischen Zisterne. In der für ihn nahen Vergangenheit hatte er Saltus einen Bildband über die Bauwerke der Nabatäer geliehen. Daneben stößt Brian auf ein Grab. Das Tor der Station ist geschlossen und gesichert, drei Totenschädel dienen als Warnung. Der Swimmingpool ist mit schmutzigem Regenwasser, Skeletten und Abfällen gefüllt. Der Zaun ist eine intakte Barriere mit viel Stacheldraht gesichert und ebenfalls mit Totenschädeln bestückt. Chaney fotografiert alles, um es später Seabrooke zeigen zu können.
Plötzlich hört er lautes Kinderlachen und entdeckt einen Mann, eine Frau und ein etwa dreijähriges Kind. Chaney klettert den Zaun hinauf und ruft laut. Die Familie reagiert voller Entsetzen und flüchtet; ihre Ängste konzentrieren sich auf die Station und auf ihn selbst: Er wird als Teufel angesehen. Brian lädt Lebensmittel, Medikamente und Werkzeuge auf den Karren, öffnet ein Loch im Zaun, schiebt den Karren auf den Bahndamm, leert ihn aus und geht zurück zum Grab. Plötzlich hört er eine Stimme: "Bitte… Mr. Chaney?" Er sieht zwei junge Menschen, die Kinder von Arthur und Kathryn, beide voller Angst und Neugier. "Mein Vater hat gesagt, dass Sie kommen würden. Sie waren der letzte der drei Reisenden." Nun weiß Brian, dass Arthur in diesem Grab liegt. Sein Sohn teilt ihm mit, dass seine Mutter wie versprochen im Besprechungsraum warten würde. Hier trifft Brian Kathryn, die inzwischen eine alte Frau ist. Die Energieversorgung ist schon so lange zusammengebrochen, dass sie nicht weiß, welches Jahr es ist. Ihre Kinder haben Angst, sagt sie, weil sie seit der Erstürmung der Station keinen Menschen mehr gesehen haben. "Alle fürchten dich. Ich bin hier die einzige, die sich nicht vor einem Schwarzen fürchtet." Damit wird klar, dass Brian kein Weißer ist.
Kathryn erzählt nun von den vergangenen Jahren. Anfangs gab es noch einige Kontakte zu Überlebenden, Seabrooke wurde fristlos entlassen, die aufständischen Generäle wurden öffentlich erschossen. Moresby hatte miterlebt, wie die USA verfielen. Als Vergeltung hatten die Chinesen auch die australische Stadt Darwin mit Kernwaffen zerstört. Der Präsident erklärte China den Krieg, und bald waren viele Nationen darin verwickelt. In der Folge machte Meeks alles falsch, setzte die Verfassung außer Kraft und ließ sich unbegrenzt wieder wählen. Er war der letzte Präsident und wurde schließlich ermordet. Die Zivilisation entwickelte sich zurück, das Fernsehen hörte auf, die Post kam nicht mehr. Arthur, Kathryn und ihre Kinder konnten nur durch die Vorräte in der Station überleben. Überall sonst verhungerten Menschen und starben an Krankheiten. Die Revolution der Jets geriet rasch außer Kontrolle; sie brannten im Übereifer auch ihre eigenen Existenzgrundlagen nieder. Die Vereinigten Staaten hatten kaum Polizei oder Militär zur Verteidigung, weil die meisten in Kriegsgebiete geschickt worden waren. Die Sowjetunion kämpfte gegen China; was mit Europa geschehen war, weiß Kathryn nicht.
Brian, der immer noch denkt zurückkehren zu können, bittet Kathryn, mit ihm nach unten zum ZVF zu gehen und fragt sie, was er berichtet hat. Sie erwidert, er hätte gar nichts erzählt, weil er in der Zeit verschollen war. Anfangs glaubt er es nicht, aber da es keinen Strom gibt, ist das Fahrzeug nutzlos. Verzweifelt versucht er es immer wieder, aber nichts passiert. Als er aus dem ZVF klettert, ist Kathryn bereits gegangen.
Im Freien ist der Himmel klar, die Sterne funkeln. Chaney merkt nun, dass der "Mann, der zwei Männer war" er selbst ist. Auf dem Mond macht er einen pulsierenden Laser aus, der von einem Unfall mit zwei Astronauten stammt. Dies hatte der alte Prophet nicht vorausgesehen.

## Rezeption
- 1970 nominiert für den Nebula Award (bester Roman)
- 1971 nominiert für den Hugo Award (bester Roman)
- 1976 ausgezeichnet mit dem John W. Campbell Memorial Award for Best Science Fiction Novel (als Retrospective Award für ein Werk aus dem Jahr 1970)

## Veröffentlichungen (Auswahl)
- Wilson Tucker: The Year of the Quiet Sun, Ace Books London 1970, ISBN 0-441-94201-6 (Erstausgabe), Cover Diane und Leo Dillon
- Wilson Tucker: Das Jahr der stillen Sonne, Goldmann Verlag München 1972, ISBN 3-442-30257-9, Übersetzung Wulf Bergner, Cover Eyke Volkmer
- Wilson Tucker: Das Jahr der stillen Sonne, Goldmann SCIENCE FICTION SF 0197, Presse-Druck Augsburg 1975, ISBN 3-442-23197-3, Cover F. Jürgen Rogner

Der Roman wurde in vier Sprachen übersetzt: Deutsch, Italienisch, Spanisch, Französisch.